# Вельке Тракани
Вельке Тракани (словац. Veľké Trakany, угор. Nagytárkány) — село, громада в окрузі Требішов, Кошицький край, східна Словаччина. Кадастрова площа громади — 10,500 км². Населення — 1443 особи (за оцінкою на 31 грудня 2017 р.).

## Історія
Перша згадка 1320 року як Tharkan.

## Географія
Кадастр села на півдні містить ділянку довжиною близько 10 км державного кордону з Угорщиною. Протікає Сомоторський канал.

## Транспорт
Автошлях (Cesty III. triedy) 3699: I/76 — Добра — Бєл — Вельке Тракани — Мале Тракани — Чиєрна-над-Тісоу (III/3701).

## Населення
| Рік:            | 1994. | 2004.    | 2014.   | 2024.   |
| --------------- | ----- | -------- | ------- | ------- |
| Кількість осіб: | 1242  | 1399     | 1417    | 1532    |
| Різниця:        |       | +12,64 % | +1,28 % | +8,11 % |

| Рік:            | 2023. | 2024.   |
| --------------- | ----- | ------- |
| Кількість осіб: | 1515  | 1532    |
| Різниця:        |       | +1,12 % |